# Bouclier (automobile)
Pour les articles homonymes, voir bouclier.
Le bouclier sur une automobile désigne une partie de la carrosserie, à l'avant et en dessous du pare-chocs, réalisée en général en matériau synthétique. Son but est de protéger, lors d'un éventuel accident, un piéton en se déformant pour limiter les dégâts. Le bouclier a été proposé pour la première fois en 1972 par Renault.